# Na vlastní oči
Na vlastní oči byl publicistický televizní pořad TV Nova zabývající se investigativní žurnalistikou. Pořad byl vysílán v letech 1994-2009. Reportéři pořadu pomohli k odhalení několika kauz, například ke kauze Kinský a Berdychovu gangu. Významnými redaktory a moderátory byli Josef Klíma, Janek Kroupa a Stanislav Motl, dlouhou dobu byl výraznou tváří pořadu Radek John.
V dubnu 2009 mluvčí TV Nova oznámila, že se pořad přestane vysílat. Údajně jen na několik měsíců, aby se celý pořad inovoval a oživil, aby získal větší přízeň diváků.
Po několikaleté přestávce bylo vysílání pořadu obnoveno 12. září 2012.
Pořad byl mimo jiné parodován v satirickém pořadu Tele Tele jako pořad Na vlastní bulvy.
Na Slovensku vysílala Na vlastní oči stanice TV JOJ.

## Knihy
- Janek Kroupa: Zločin jako profese
- Stanislav Motl: Mraky nad Barrandovem
- Stanislav Motl: Strážce brány : tajemství jihlavských katakomb a jiné nevysvětlitelné příběhy
- Stanislav Motl: Kam zmizel zlatý poklad republiky : o tom, jak jsme museli spojencům platit zlatem za to, že naši vojáci mohli po jejich boku umírat ve válce proti Hitlerovi
- Stanislav Motl: Prokletí Lídy Baarové : příběh české herečky ve světle nově objevených archivních dokumentů a autentických vzpomínek
- Stanislav Motl: Nacisté pod ochranou, aneb, Kdo vlastně prohrál válku?
- Josef Klíma: Jiří Kajínek: vrah, nebo oběť?